# Temple Sinai (Oakland)
Temple Sinai, nazwa oficjalna: First Hebrew Congregation of Oakland – synagoga reformowana znajdująca się przy ulicy Summit 2808 w kalifornijskim Oakland, w Stanach Zjednoczonych. Powstała w 1875 roku, jest najstarszą żydowską parafią w granicach regionu Wschodniej Zatoki San Francisco.
Jednymi z pierwszych członków była Gertrude Stein oraz Judah Leon Magnes, którzy uczęszczali do szkoły szabasowej Temple Sinai, a także Ray Frank, która ich nauczała. Pierwotnie tradycyjna, świątynia zreformowała jej wiarę i przekonania za kierownictwa rabina Marcusa Friedlandera (1893–1915). Przed 1914 rokiem świątynia stała się parafią Klasycznego Judaizmu Reformowanego. Tego samego roku zbudowano obecne sanktuarium, które powstało w stylu Beaux-Arts. Projektantem najstarszej synagogi w Oakland był G. Albert Lansburgh.
Parafia przetrwała cztery najpoważniejsze kryzysy finansowe przed 1934 rokiem. Od tamtego czasu, aż do 2011 roku, prowadzona była przez tylko trzech rabinów, Williama Sterna (1934–1965), Samuela Broude’a (1966–1989), oraz Stevena Chestera (1989–2011).
W 2006 roku Temple Sinai rozpoczęła wielką kampanię wartą blisko 15 mln USD, mającą na celu wybudowanie całkowicie nowego kampusu synagogi przylegającego do obecnego sanktuarium. Symboliczne wbicie łopat miało miejsce w październiku 2007 roku. Pod koniec 2009 roku kongregacja zebrała niespełna 12 mln USD na rzecz budowy. W 2015 roku parafia Temple Sinai miała blisko 1000 rodzin w swoich strukturach. Obecnie (2015) rabinami są Jacqueline Mates-Muchin i Yoni Regev, oraz kantor Ilene Keys. Emerytowanymi rabinami są Samuel Broude i Steven Chester.

## Okres początkowy
Świątynia Synaj powstała w 1875 roku jako pierwsza hebrajska parafia w Oakland, będąca najstarszą synagogą na terenie regionu Wschodniej Zatoki San Francisco (wchodzącej w skład Regionu Zatoki San Francisco). Wywodzi się ona z Dobroczynnego Towarzystwa Hebrajskiego Oakland (Oakland’s Hebrew Benevolent Society), które powstało w 1862 roku dzięki inicjatywie osiemnastu kupców i sklepikarzy pochodzących z kilku obcych krajów – głównie polskich Żydów z Poznania. Mimo że Hebrajskie Towarzystwa Dobroczynne zwykle kończyły działalność po ufundowaniu synagogi, stowarzyszenie z Oaklandu wyjątkowo kontynuowało niezależne funkcjonowanie przez wiele lat.
Do 1876 roku parafia zakupiła ziemię na południe od ulicy 14 i Webster. Jednakże w związku z ówczesną ciężką recesją w Kalifornii, kongregacja nie wzniosła budynku aż do 1878 roku. Drewniana konstrukcja, z elementami stylu neomauretańskiego wraz z kopułami cebulowymi, ukończona została przy kosztach wynoszących około 8000 USD (obecnie ok. 196 000 USD).
Pierwotnie nabożeństwa były tradycyjne, w następstwie polskiego obrzędu. Mężczyźni i kobiety siedzieli oddzielnie, ale mechica ich rozdzielająca wkrótce została zlikwidowana. W 1881 roku nowy prezydent, David Hirschberg, poprowadził kampanię mającą na celu modernizację, przekonując nieznaczną większość do przeprowadzenia szeregu reform, włącznie z dodaniem mieszanego chóru składającego się z chrześcijan, jak i żydów oraz muzyki organowej, a także usunięciem wymogu dotyczącego minjanu. Tradycjonaliści, którzy pochodzili głównie z Hebrajskiego Towarzystwa Dobroczynnego (Hebrew Benevolent Society), w sprzeciwie wycofali się, formując ich własny ortodoksyjny minjan, który ostatecznie przerodził się w Oakland’s Congregation Beth Jacob.

## Levy i Sessler (1881–1892)
W 1881 roku kongregacja zatrudniła pierwszego oaklandzkiego rabina, Meyera Solomona Levy’ego. Urodzony i dorastający w Anglii, był synem Solomona Levy’ego, rabina Synagogi Gminnej Londynu. Meyer Solomon Levy został wyświęcony na ortodoksyjnego rabina w Anglii przed ukończeniem 20. roku życia, po czym przeniósł się do Australii. Jako początkowy zwolennik syjonizmu służył jako rabin w Melbourne, zanim przeniósł się do Kalifornii w 1872 lub 1873 roku, gdzie służył jako rabin Świątyni Emanu-El (wówczas Bickur Cholim) w San Jose. Zarabiał on tam 100 dolarów miesięcznie (obecnie 2440 $), ofiarując część tej sumy na rzecz biednych.
Levy wszedł w konflikt ze szkołami publicznymi w Oakland, które odmówiły zwolnienia z lekcji żydowskich uczniów podczas Jamim Noraim. Wniósł on petycję, by na ten czas zostali oni zwolnieni, jednak dyrektor szkolny okręgu poszedł krok dalej, nakazując nauczycielom, by nie planowali egzaminów na te dni. Mimo wrażliwości na potrzeby parafian, Levy był bardziej ortodoksyjny niż jego podopieczni, co także prowadziło do zaognienia konfliktu. Zaakceptował on reformy mające na celu skrócenie nabożeństw Szabatu, oraz stawanie w trakcie modlitw naprzeciw wiernych (zamiast w stronę świętej arki), ale udało mu się skutecznie sprzeciwić próbom przyjęcia modlitewnika „Minhag America” Isaaca Mayera Wise’a z 1885 roku.
Levy w wielu aspektach był tradycjonalistą, jednak w był on także zwolennikiem postępu. „Głęboko dotknięty przez światły duch jego czasów”, według historyka Freda Rosenbauma, „wygłaszał on referaty takie jak Progress of Science i, przy Pierwszej Hebrajskiej Kongregacji, Levy zaprosił unitariańskiego duchownego Oakland by w synagodze przeprowadzić serię rozmów. Levy był dobrze przyjmowany w kościele unitariańskim, gdzie mówił on na temat teorii ewolucji.”.
W 1885 roku synagoga spłonęła, chociaż zwoje Tory udało się uratować przez członka kongregacji, który wkroczył do budynku zajętego ogniem, by odzyskać je. Levy dokonał wielkiego wysiłku, by zebrać fundusze w celu odbudowania świątyni, nawet podróżując do odległego kanadyjskiego Vancouver. Członkinie Temple Sinai także zdobyły znaczącą sumę pieniędzy dzięki kiermaszowi na cele dobroczynne (Grand Fair). Ich wspólny trud zakończył się sukcesem, dzięki czemu przed 1886 rokiem nowy budynek został wzniesiony przy ulicy 13. i Clay. Nowa konstrukcja miała „mauretańskie elementy inspirowane synagogą Plum Street Temple Isaaca Mayera Wise’a w Cincinnati”.
Napięte stosunki pomiędzy członkach o liberalnych poglądach a tradycjonalistycznym Levy’m nigdy nie zostały rozwiązane, i w 1891 roku rabin przeniósł się do Congregation Beth Israel w San Francisco. W tym samym roku kobiety należące do kongregacji utworzyły Kobiecą Pomoc (Ladies Auxiliary, Temple Sisterhood), których pierwotnymi założeniami było asystowanie przy pracy niedzielnej szkoły synagogi oraz zwiększenie do niej przyjęć.
Podczas kadencji Levy’ego synagoga miała kilku członków kongregacji, którzy byli znani, lub też ich nazwiska w późniejszym czasie uzyskały rozgłos. Ray Frank, pierwsza Żydówka głosząca formalnie kazania z ambony na terenie Stanów Zjednoczonych, osiadła w Oakland około roku 1885, i głosiła Biblię hebrajską i przedstawiała historię Żydów w szkole Pierwszej Hebrajskiej Kongregacji Szabasowej, gdzie była ona dyrektorką. Do jej ówczesnych uczniów należeli Gertrude Stein, która w późniejszym czasie stała się znaną pisarką, oraz Judah Leon Magnes, który był czołowym rabinem reformowanym. Na poglądy Magnesa dotyczące Żydów silny wpływ miał Pierwszy Hebrajski Rabin Levy. To właśnie w synagodze Sinai przy ulicy 13. i Clay Magnes po raz pierwszy rozpoczął głoszenie kazań – jego przemowa bar micwy z 1890 była szczegółowo cytowana w dzienniku „The Oakland Tribune”.
Sessler objął stanowisko rabina po Levy’m w 1892 roku. Wcześniej, w latach 1887–1892, służył on w Kongregacji Synów Izraela i Dawida w mieście Providence. Jego kadencja trwała jedynie pół roku, ponieważ „poglądy jego i kongregacji nie były zbieżne”. W tym samym roku Sessler został rabinem Bram Kongregacji Modlitwy (Congregation Gates of Prayer) w Nowym Orleanie, gdzie służył do 1904 roku.

## Friedlander i Franklin (1892–1919)

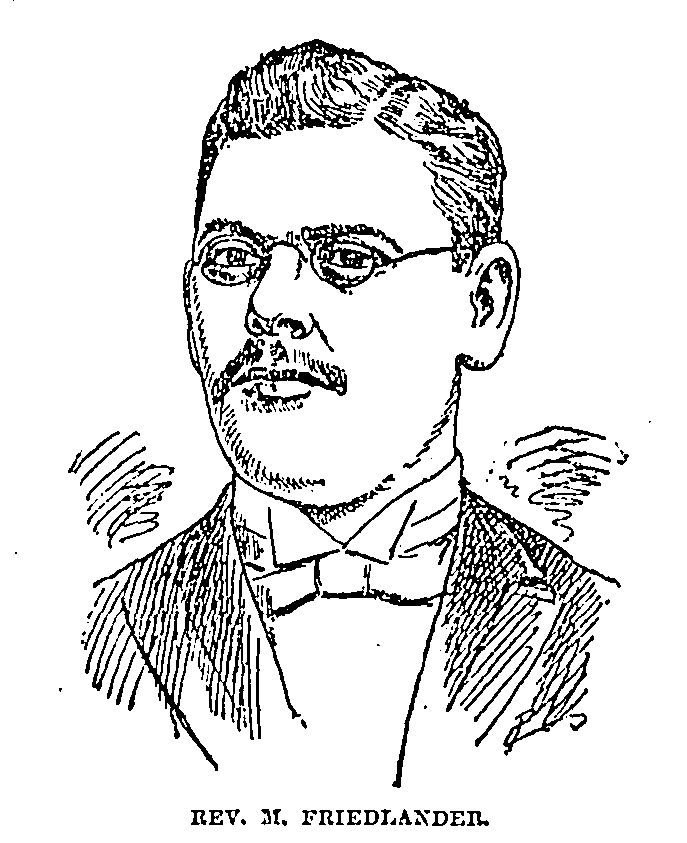
Marcus Friedlander (1891)

W 1892 roku do Temple Sinai trafił Marcus Friedlander, którego zatrudniono jako rabina. W tym czasie Kalifornia doświadczyła kolejnego spowolnienia gospodarczego, które negatywnie wpłynęło na finanse członków kongregacji. Skutkiem tego było sprzedanie w 1895 roku nieruchomości przy ulicy 13. i Clay (teren stał się centrum biznesowym). Kongregacja przeniosła się do tańszej części miasta na północno-zachodni róg ulic 12. i Castro, gdzie wyremontowali tamtejszy budynek w 1896 roku. Po trzęsieniu ziemi w San Francisco w 1906 roku przez kilka dni ponad 500 ludzi – zarówno Żydów, jak i nie Żydów – schroniło się w synagodze. Przed 1907 rokiem kongregacja liczyła 95 członków z rocznym dochodem w wysokości 6000 $ (obecnie ok. 152 000 USD).
Friedlander oraz były prezydent kongregacji – Abraham Jonas, przekonali członków kongregacji do wprowadzenia pewną liczbę znaczących reform podczas nabożeństw: w pierwszej kolejności przyjęli oni modlitewnik warszawskiego rabina postępowego Markusa Jastrowa, następnie sidur Union Prayer Book ruchu reformowanego (choć w zmienionej, mniej radykalnej wersji opublikowanej specjalnie dla kongregacji First Hebrew, autoryzowanej przez Centralną Konferencję Amerykańskich Rabinów). Do 1908 roku kongregacja wyeliminowała drugi dzień Rosz ha-Szana, a niewielu mężczyzn w trakcie nabożeństw zakładało jarmułkę. Przed 1914 rokiem zgromadzenie przeszło w stronę kompletnego radykalizmu Reformy Klasycznej.

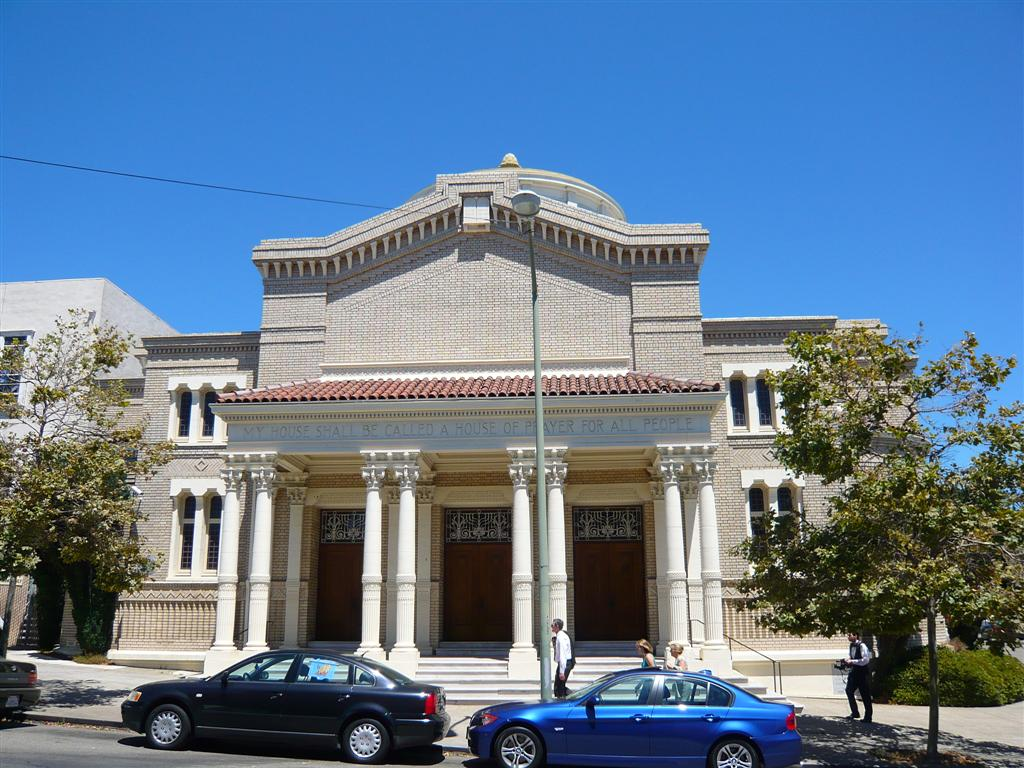
Temple Sinai przy ulicy 28

W 1910 roku First Hebrew za kwotę 28 000 $ (obecnie ok. 710 000 USD) zakupiła działkę przy alei Telegraph i ulicy Sycamore, a wcześniejszą nieruchomość przy 12 i Castro, sprzedano za tę samą sumę. Jednak kongregacja zadecydowała by tam nie budować. Dwa lata później znaleźli lepszą lokalizację, i zakupili obecny teren przy 28 i Webster za 12 050 $ (obecnie ok. 310 000 USD). Rozpoczęcie budowy miało miejsce 26 października 1913 roku, a budowę świątyni zakończono w roku następnym, przy kosztach 100 000 $ (obecnie ok. 2,4 mln USD). Kobiety z Ladies Auxiliary zebrały kwotę 14 000 dolarów (340 000 USD), które zakupiły także dla świątyni nowe organy piszczałkowe Austina za 5000 $ (120 000 USD). Nowy budynek nazwano „Temple Sinai”, po czym zgromadzenie zaczęło być w ten sam sposób określane, mimo że zachowało oficjalną nazwę „First Hebrew Congregation of Oakland”.
Zaprojektowana przez uznanego amerykańskiego architekta G. Alberta Lansburgha konstrukcja w stylu Beaux-Arts miała sześć wysokich okien witrażowych, eliptyczną kopułę, a częścią charakterystyczną wejścia były „ozdobne korynckie kolumny wspierające grecko-rzymski portyk”. U wejścia do świątyni, na entablaturze wyryto Biblijny wers MY HOUSE SHALL BE CALLED A HOUSE OF PRAYER FOR ALL PEOPLE. Konstrukcja synagogi Temple Sinai była mniejsza niż większość budynków w stylu Beaux-Arts, niemniej posiadała cechy typowe dla niego, łącznie z „osiową kompozycją poprzecznych”. Jednak było to przyozdobione „prostszymi materiałami takimi jak cegła tłoczona i rzeźbione drewno”, zamiast zwykle stosowanych „kwiecistych elementów klasycystycznego wzornictwa”. Obok sanktuarium, w budynku znalazło się pomieszczenie socjalne oraz sale lekcyjne. W 1994 roku konstrukcja zaprojektowana przez Lansburgha wpisana została na listę obiektów o wysokim znaczeniu kulturalnym, na której znajduje się 130 budynków w obrębie miasta Oakland.
Wybuch I wojny światowej oraz koszta nowych obciążeń hipotecznych spowodowały pogorszenie się sytuacji finansowej członków, przez co w 1915 roku zdecydowali oni rozwiązać umowę z Friedlanderem. W 1917 roku zgromadzenie zatrudniło jako rabina Harveya B. Franklina, był on jednak zatrudniony jedynie przez dwa lata. Podczas jego kadencji szkoła kongregacji prowadziła zajęcia dwa razy w tygodniu, gdzie uczęszczało 285 uczniów oraz pracowało 8 nauczycieli. Później Franklin służył w zgromadzeniu Bickur Cholim w San Jose, z którego przybył pierwszy rabin Temple Sinai, Meyer Solomon Levy.

## Coffee (1921–1933)
Po dwuletnim okresie bez rabina, w 1921 roku Temple Sinai zatrudniło Rudolpha I. Coffee’ego, miejscowego, jak i kuzyna Judy Leona Magnesa. Coffee otwarcie i chętnie przedstawiał swoje liberalne poglądy: wspierał on rozbrojenie, kontrolę urodzeń i rozdział państwa od religii, sprzeciwiał się amerykańskiej prohibicji, antysemityzmowi, a także był on przeciwny inicjatywom stowarzyszenia Tammany Hall. Wraz z innymi lokalnymi rabinami Jacobem Nieto i Jacobem Weinsteinem, domagał się uwolnienia liderów związkowych i oskarżonych terrorystów bombowych – Thomasa Mooneya i Warrena Billingsa. Był on także zwolennikiem Kalifornijskiej przymusowej sterylizacji ludzi z zaburzeniami psychicznymi i niepełnosprawnością intelektualną, popierając jednocześnie w tym zakresie filozofię eugenika Ezry S. Gosneya.
Coffee wziął udział w Systemie Więziennym Kalifornii, i podczas jego urzędowania w Temple Sinai był on głową Żydowskiego Komitetu od Usług Osobistych (Jewish Committee of Personal Service), działającej na terenie całej Kalifornii organizacji, która „dbała o potrzeby Żydów w więzieniach stanowych”. W styczniu 1924 roku, gubernator stanu Kalifornia wyznaczył Coffee’ego do komisji stanowej odpowiedzialnej za cele charytatywne i środki wychowawcze (State Board of Charities and Corrections), która odpowiedzialna była za nadzór kalifornijskich więzień stanowych.
W 1931 roku Coffee sprzeciwił się kalifornijskiemu ustawodawstwu, które miało na celu uregulowanie koszernego przemysłu żywnościowego, i zakaz fałszowania informacji na temat koszerności tejże żywności. W korespondencji skierowanej do senatora stanowego E.H. Christiana duchowny oznajmił:

…Jestem całkowicie przeciwny temu projektowi, ponieważ judaizm nie potrzebuje by władze Kalifornii regulowały ich wewnętrzne sprawy. Rozpoczynamy groźny precedens w Kalifornii, który może prowadzić jedynie do złych konsekwencji.
Cztery lata temu pomagałeś w zapobieganiu wzrostu „rabinów winnych”. Prawo mówi o właściwej oprawie wina sakramentalnego, a kalifornijscy Żydzi nie ścierpią wstydu jaki wschodni bracia czują.
To spowoduje powstanie „rabina mięsnego”. Stan Nowy Jork ma to koszerne prawo, i póki co nie zapobiegło strasznemu skandalowi, który w zeszłym miesiącu został ujawniony w Nowym Jorku. Użyjcie swojego autorytetu i władzy by do tego scenariusza nie doszło.
Jeśli judaizm nie ma wystarczająco własnych środków do zaspokojenia bieżącego stanu, tym lepiej wcześniej to zakończyć.

Mimo sprzeciwu Coffee’ego legislacja została uchwalona.
Nieskuteczna adwokatura Coffee’ego oraz trwający światowy kryzys gospodarczy doprowadziły ostatecznie do jego dymisji z Temple Sinai, do której doszło w 1933 roku. W czasie gdy wielki kryzys odcisnął piętno na finansach członków zgromadzenia, Coffee opowiadał się za wyższymi wynagrodzeniami dla rządowych pracowników. Po opuszczeniu Temple Sinai, został on kapelanem w Więzieniu Stanowym San Quentin.

## Stern (1934–1965)
W 1934 roku zgromadzenie Temple Sinai zatrudniło jako rabina Williama M. Sterna (pierwotnie Sternheser). Syn ortodoksyjnego rabina, pochodzący z San Francisco duchowny, był przekonywany przez rabina Martina Meyera (należącego do reformowanej kongregacji Emanu-El) by kształcił się on w Hebrew Union College, gdzie Stern otrzymał święcenia. W latach 20. i na początku 30. służył on jako rabin w wielu synagogach leżących na terenie stanów południowych i środkowego zachodu.
Stern będący zdecydowanie mniej formalny od swojego poprzednika Coffee’ego, był postrzegany jako zwykły facet grający w pokera i palący cygara. Był on skupiony na zwalczaniu rozprzestrzenianiu się antysemityzmu. Jego żona Rae także była aktywna w działaniach zgromadzenia. Uczyła ona w hebrajskiej szkole przy synagodze, a także prowadziła żeńskie zgromadzenie.
Pomimo że początkowo Stern był Anty-syjonistą, w latach 40. jego poglądy się zmieniły, czego owocem było silne poparcie dla żydowskiego nacjonalizmu w roku 1942. Kiedy w 1944 roku powstała oaklandzka gałąź antysyjonistycznej Rady Amerykańskiej dla Judaizmu, Stern sprzeciwiał się jej tworzeniu, mimo iż wielu jej członków – łącznie z prezydentem – byli czołowymi członkami Temple Sinai. Jednak przed 1948 r., kongregacja zaczęła wspierać Syjonizm.
Podczas kadencji Sterna świątynia Sinai rozszerzyła swoje funkcje, dobudowując w latach 1947–1948 budynek szkoły religijnej, biura oraz kaplicę. W tym czasie przeniesiono także główne wejście w stronę ulicy Summit. Wnętrze głównego budynku zostało także znacząco przeprojektowane, oprócz sanktuarium. Natomiast w 1950 roku zgromadzenie wzniosło „Temple House” (nazywane „Covenant Hall”). W roku następnym synagoga zorganizowała wystawę pt. „Arts in Action”, gdzie znaleźli się rzeźbiarze, tkacze, filmowi twórcy, ceramicy, a także przedstawiciele innych zawodów. Kierownik przedsięwzięcia poprosił poetę, artystę i krytyka sztuki Weldona Keesa by ocenił on obrazy. Koniec końców Kees musiał wybrać także obrazy. Gdy rada zgromadzenia zobaczyła wygrane prace, nie chcieli wystawić wszystkich, jednak po „silnym proteście” ustąpili.
W 1965 roku zgromadzenie kupiło działkę w Oakland Hills, uprzedzając przyszłe działania. W grudniu tego samego roku Stern nieoczekiwanie umarł. Po tym wydarzeniu świątynia Sinai przez wiele lat głosiła prelekcje ku pamięci Sterna, które odbywały się corocznie.

## Broude (1966–1989)
W 1966 roku kongregacja zatrudniła jako rabina Samuela Broude’ego. Absolwent Uniwersytetu w Chicago, pod koniec lat 40. pracował w rekonstrukcjonistycznej synagodze w Pasadenie, jako kantor w niepełnym wymiarze czasu, a także był nauczycielem języka hebrajskiego. Później – na początku lat 50. – pełnił funkcję kantora w Reformowanej Synagodze Uniwersyteckiej (Reform University Synagogue) w Los Angeles. Po zakończeniu szkoleń na rabina, został on rabinem pomocniczym w Ansche Chesed w Cleveland, gdzie przez sześć lat służył jako podwładny rabina Arthura J. Lelyvelda, zanim przyszedł do Temple Sinai.
Podobnie jak poprzedni rabinowie w Temple Sinai, Broude żarliwie wspierał liberalne poglądy, będąc przeciwnym udziałowi Amerykanów w wojnie wietnamskiej, a także nie zgadzał się on z angażowaniem się w marszów na rzecz praw obywatelskich. Mimo że był on rabinem reformowanym, jako chłopak uczęszczał na ortodoksyjną uczelnię rabinacką, a religijnie był on wielowymiarowo bardziej tradycjonalny niż jego poprzednicy. Ponownie wprowadził rytuał do synagogi, ale też bardziej swarliwie sprzeciwiał się on małżeństwom mieszanym. Stern, bezpośredni poprzednik Broude’a, pilotował takim małżeństwom, jednak „pod pewnymi warunkami”. Broude pierwotnie miał podobne zdanie, przy  „okolicznościach łagodzących” (np. jeśli przyszła żona była w ciąży). Jednak w późniejszym czasie jego zapatrywania w tej dziedzinie się ugruntowały, wówczas przestał udzielać podobnych ślubów, niezależnie od okoliczności. Nie zezwalał on nawet innym rabinom, którzy byli skłonni do udzielenia sakramentu dla par mieszanych w Temple Sinai. Ostatecznie sprawa została poddana głosowi wspólnoty w 1972 roku, która wsparła Broude’a, pomimo że debata nie została nigdy całkowicie zakończona.
Mimo konserwatyzmu Broude’a, nie był on przeciwny wszystkim religijnym innowacjom. Pod jego rządami, Temple Sinai zaczęła organizować comiesięczne przedstawienia sztuk pięknych będących częścią piątkowych nocnych nabożeństw, w miejsce zwykłych kazań. W grudniu 1970 roku komitet sztuk pięknych przy Temple Sinai zamówił oryginalną pracę taneczną u Anny Halprin oraz jej wielorasową taneczną trupę. Przez dwa następne miesiące Broude spotykał się co tydzień z Halprin w jej studio, przybliżając jej znaczenie i kontekst żydowskich modlitw, które były częścią odbywających się w piątkowe wieczory nabożeństw. Zakończona praca zatytułowana „Kadosh”, zawierała czuwanie przy świecach i akt rozdzierania ubrań przez tancerzy, a także wykrzykiwane pytania w stronę Broude’a, parafrazujące klasyczne pytania dotyczące Boga i Holocaustu w odniesieniu do wojny wietnamskiej: „Jak może istnieć Bóg, jeśli pozwala on na trwanie cierpienia podczas wojny wietnamskiej?”. Występ zrodził u członków zgromadzenia płomienne reakcje. Broude powiedział później: „Nie wiem, czy ktokolwiek był neutralny. Połowa uważała to za fantastyczną rzecz, a druga połowa myślała, że to było straszne!”.
Broude nie zgadzał się z kongregacją co do jej pozostania w centrum Oakland, a w roku 1975 przekonał ich by się nie przenosić. W 1989 roku przeszedł on na emeryturę, w tym samym roku kiedy zabudowania przetrwały trzęsienie ziemi „Loma Prieta”. Po jego przejściu na emeryturę pozostał aktywny, m.in. nauczając w synagogach zlokalizowanych głównie w rejonie zatoki. Napisał on także autobiografię, jak i show jednego człowieka oparte na tej książce pt. Listening for the Voice. Broude prezentował swoje przedstawienie w wielu synagogach Wschodniej Zatoki, włącznie z Temple Sinai (w 2009 roku).

## Chester (1989–2011)

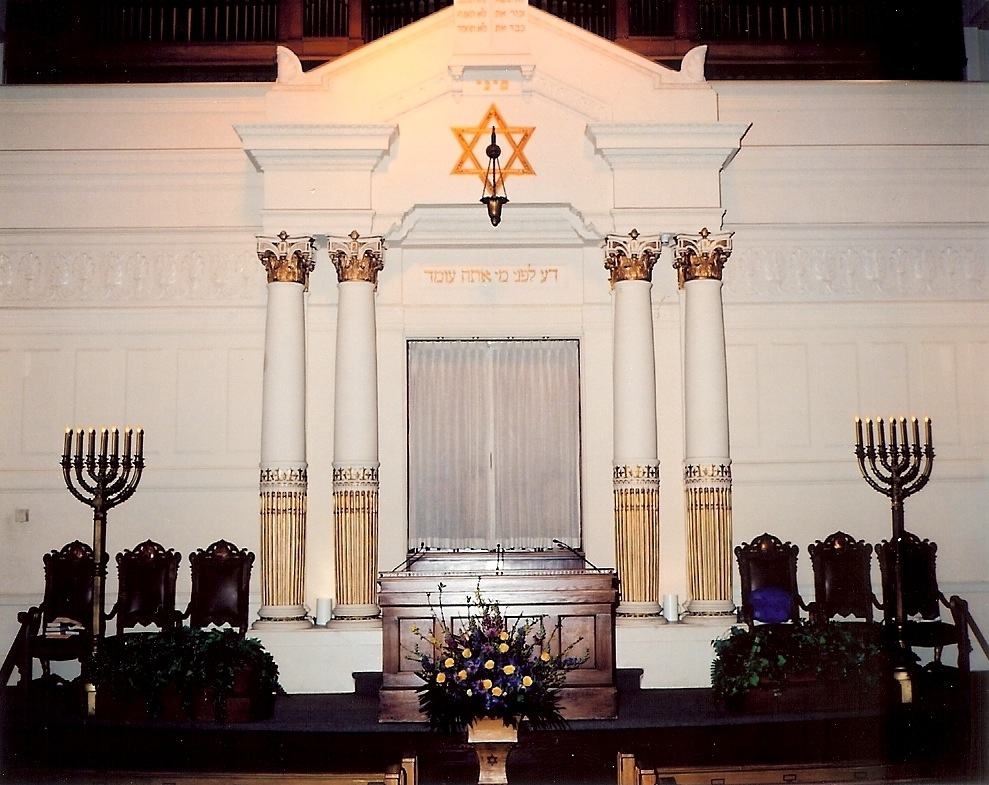
Wnętrze synagogi

Steven Chester, absolwent UCLA, w 1971 roku wyświęcony przez HUC, rabinem został w 1989 roku. Wcześniej w latach 1971–1976 służył on jako rabin w Temple Beth Israel (w Jackson, w stanie Michigan), oraz w Temple Israel (Stockton, Kalifornia), gdzie służył od 1976 do 1989 roku. W Stockton, na wydziale religioznawstwa (Religious Studies) University of the Pacific Chester zatrudniony był także jako wykładowca kontraktowy. Do synagogalnych nabożeństw dodał on programy edukacji przedszkolnej oraz dla dorosłych. Wspierał on powrót kongregacji do bardziej tradycjonalnych praktyk, łącznie z ponownym wprowadzeniem języka hebrajskiego w trakcie nabożeństw. Chester – podobnie jak jego poprzednicy – kontynuował upodobanie dla społecznej sprawiedliwości, podejmując lokalne tematy „od promowania mieszkań w przystępnych cenach i opieki zdrowotnej dla pozbawionych praw wyborczych, po wspieranie reprodukcyjnych praw kobiet oraz protest przeciwko ludobójstwu w Darfurze”. W 2006 roku Chester uhonorowany został Nagrodą Czytelników tygodnika „East Bay Express” tytułem „duchownego/rabina/imama z największym sercem”.
Pożar w Oakland – który miał miejsce w 1991 roku – synagoga przetrwała niemal nietknięta, choć w tym czasie wielu członków zgromadzenia straciło swoje domy. W 1993 roku liczebność członków wynosiła ponad 640 rodzin. W tym czasie świątynia stała się tymczasowym schronieniem dla okolicznych mieszkańców.
Począwszy od 1998 roku Temple Sinai miała trzech rabinów pomocniczych lub podrabinów. Andrea Berlin – po wyświęceniu w HUC w Cincinnati – w 1998 roku trafiła do synagogi jako jej pierwszy rabin pomocniczy. W latach 2006–2008, służyła ona także podczas Nabożeństw Dzieci i Rodziny Żydowskiej Zatoki Wschodniej (Jewish Family and Children’s Services of the East Bay). Suzanne Singer dołączyła do Temple Sinai w 2003 roku, po ukończeniu HUC w Los Angeles. Zanim została rabinem, Singer przez dwie dekady była producentem telewizyjnych programów i dokumentów, zdobywając dwie nagrody Emmy. W 2005 roku została tymczasowym rabinem Temple Beth El w Riverside, by od 2008 roku służyć tam na stałe jako rabin. Jacqueline Mates-Muchin, pochodząca z San Francisco, w 2002 roku ukończyła nowojorski HUC. Po odbyciu posługi jako asystentka rabina w Buffalo, w 2005 roku trafiła do Temple Sinai.
Od 2001 roku Temple Sinai odprawiała główne nabożeństwa High Holy Day w mieszczącym się w Oakland Paramount Theater, z uwagi na dużą liczbę ludzi uczęszczających na te obrzędy religijne. Podczas gdy w sanktuarium nadal odbywają się mniejsze nabożeństwa tego typu, w budynku kina główne obrzędy gromadzą z reguły komplet – 1800 wiernych – w pierwszych rzędach widowni, oraz większość z 1200 miejsc na balkonie.
W 2006 roku zgromadzenie rozpoczęło kampanię w celu utworzenia nowego kampusu dla Temple Sinai, który miałby sąsiadować z obecnym sanktuarium jak i salą spotkań. Warty 15 mln dolarów projekt uwzględniał „nowe biura, większą kaplicę, modernizację istniejącej kuchni, świętą przestrzeń na zewnątrz, nowe przedszkole z sześcioma salami lekcyjnymi, plac zabaw o pow. 418 m² … 10 dodatkowych sal lekcyjnych dla nastolatków Midraszy i edukacji dla dorosłych, pomieszczenie artystyczne, bibliotekę, salę dla nastolatków oraz powiększony parking.”. Dwupiętrowy budynek szkolno-biurowy w kształcie litery „L” miał mieć powierzchnię 1 510 m², by pomieścić w przedszkolu około 100 dzieci. Kaplica wielkości 230 m² na 250 osób miała być dobudowana do tylnej części istniejącego pomieszczenia socjalnego.
Rozpoczęcie budowy miało miejsce w październiku 2008 roku. Roboty ukończono planowo latem 2010 roku. W związku ze wzniesieniem nowej zabudowy, powstała pod koniec lat 40. szkoła wraz z kaplicą zostały zrównane z ziemią, łącznie z dwoma budynkami biurowymi położonymi na przyległej działce zakupionej pod rozbudowę. W tym czasie na terenie kampusu uczelni Merritt College w Oakland Hills postawiono dziewięć przenośnych budynków, które miały w tym czasie pełnić funkcje tych wcześniej wyburzonych. Na koniec 2009 roku, świątyni Sinai udało się zebrać blisko 12 mln dolarów, które przekazała większość gospodarstw domowych należących do zgromadzenia. Oddany uroczyście do użytku w październiku 2010 roku kompleks nazwano imionami Stevena i jego żony Leony Chester. Powiększona synagoga po rozbudowie stała się czterokrotnie większa od tej wzniesionej w latach 40..
Steven Chester planował przejść na emeryturę w czerwcu 2009 roku. Kongregacja rozpoczęła wówczas poszukiwanie nowego rabina starszego. Jednak w związku z panującym kryzysem finansowym Chester postanowił pozostać na stanowisku. Ostatecznie Chester przeszedł na emeryturę w czerwcu 2011 roku, zostając tym samym rabinem emerytowanym.

## Straus i Mates-Muchin (2011–)
W grudniu 2011 roku Andrew Straus (absolwent HUC) objął w Temple Sinai stanowisko rabina starszego. Służył on wcześniej jako rabin pomocniczy w Peninsula Temple Sholom w Burlingame, w Temple Beth Sholom w Nowym Jorku, a także – przez 13 lat – jako rabin Temple Emanuel w Tempe. Rabin Straus zrezygnował ze stanowiska w 2014 roku, przy obopólnej zgodzie z Radą Zarządzającą (Board of Trustees). W styczniu 2015 roku, Jacqueline Mates-Muchin została niemal jednogłośnie wybrana jako rabin starsza. W 2014 roku, Temple Sinai – najstarsza synagoga Zatoki Wschodniej – liczyła blisko 1000 rodzin. W 2015 roku pełnoetatowymi rabinami byli Mates-Muchin i Yoni Regev, a kantorem była Ilene Keys.